# Ben Jehudova ulice
Ben Jehudova ulice (hebrejsky רחוב בן יהודה‎, rechov Ben Jehuda) je hlavní ulice centra Jeruzaléma v Izraeli. Východní část ulice je součástí pěší zóna, a je uzavřena veškeré automobilové dopravě. Vede od Becalelovy ulice, křižuje ulici Krále Jiřího a pokračuje k Sijónskému náměstí a Jaffské ulici. Je pojmenována na počest průkopníka moderní hebrejštiny, Eli'ezera Ben Jehudy.

## Historie

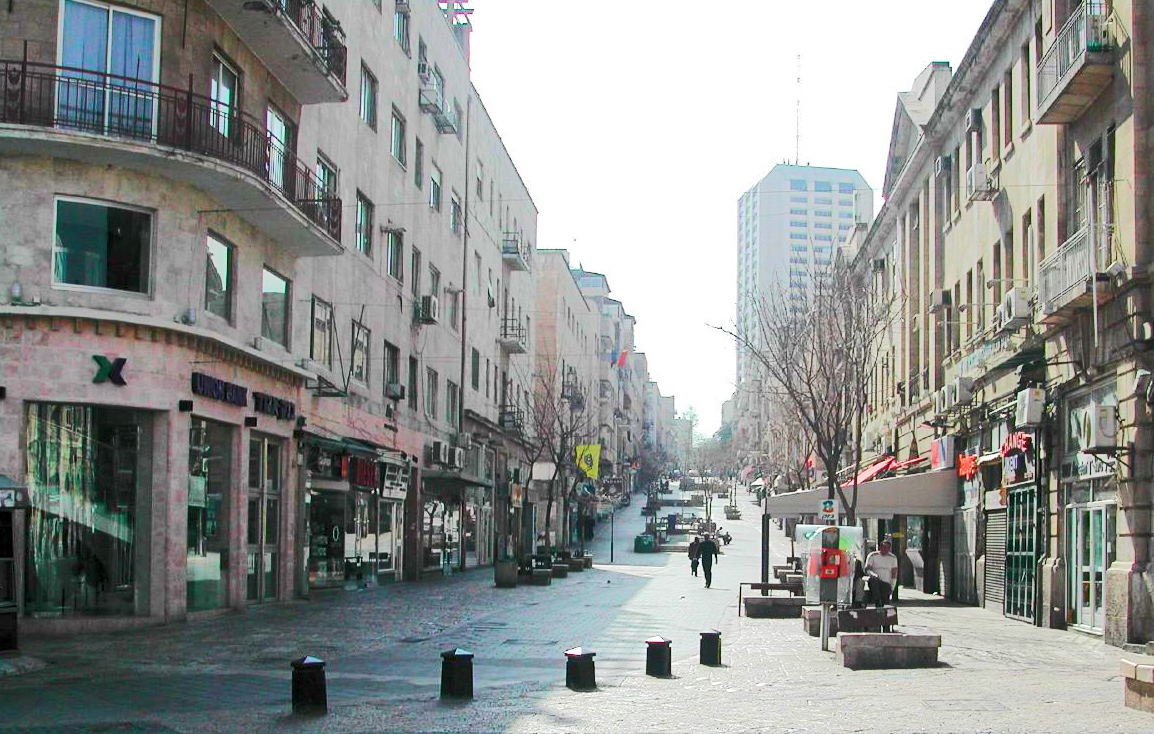
Ben Jehudova ulice během šabatu, kdy jsou zavřeny všechny obchody (pohled od Sijónského náměstí)

Ben Jehudova ulice byla hlavní jeruzalémskou ulicí ještě před vyhlášením izraelské nezávislosti v roce 1948. Dříve se jednalo o rušnou dopravní tepnu, která se v minulosti stala cílem několika bombových teroristických útoků.
Roku 1983 byla východní část ulice uzavřena pro automobilovou dopravu.[nedostupný zdroj] V hebrejštině je někdy označována jako midrechov, což doslova znamená „pěší zóna“ (jde o hebrejský neologismus ze slov midracha, tj. chodník, a rechov, tj. ulice). V ulici se nachází řada restaurací a občerstvení cílených na turisty a mimo jiné ji též lemují obchody se suvenýry a židovskými předměty, kavárny a po celý den zde hrají pouliční umělci. Po dlouhou dobu byla Ben Jehudova ulice považována za „sekulární srdce Jeruzaléma“, avšak během prvního desetiletí 21. století se mezi zdejší podnikatele začali řadit i mladí ortodoxní Židé.